# Vyza velká
Vyza velká (Huso huso; rusky белуга, běluga) je považována za největší sladkovodní rybu, což je zavádějící, protože není čistě sladkovodní rybou. Značnou část života tráví v brakických vodách a v jeho průběhu střídá sladkovodní a mořské prostředí. Proniká hluboko do řek, před postavením přehrady Železná vrata pronikala Dunajem až do jeho rakouské části a odtud Moravou až k Lanžhotu. Je to největší druh anadromní ryby z čeledi jeseterovitých (Acipenseridae), řádu jeseterů (Acipenseriformes). Vyzy rostou velmi pomalu a dožívají se až 120 let. Mohou přitom dosáhnout délky až téměř 8,5 metru a hmotnosti 1000 kg, nejtěžší zaznamenaný jedinec měl 1571 kg. Běžně se loví jedinci o hmotnosti 100 až 200 kg. Loví se převážně pro jikry známé jako černý kaviár a také pro kůži, která se používá v koželužnictví.

## Popis

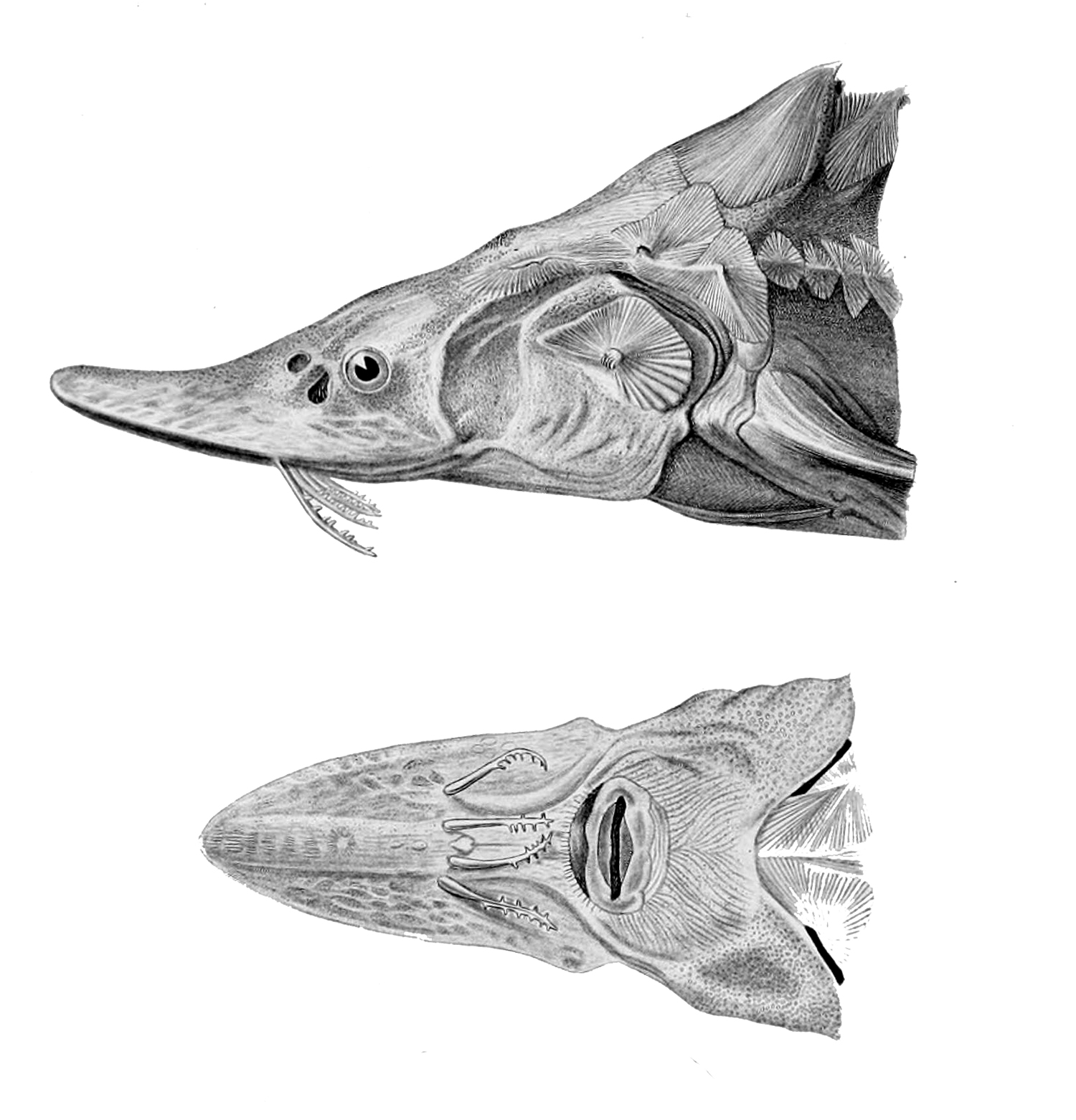

Má robustní protáhlé tělo vřetenovitého tvaru, v zadní části mírně zploštělé. Nachází se na něm pět řad kostěných štítků. Hřbetní štítky jsou v přední části těla malé, směrem dozadu se zvětšují. Hlava bývá velká. Dopředu vybíhá v krátký kuželovitý rypec, který je u dospělých jedinců na bocích a shora chrupavčitý, většinou měkký a ohebný. Ústa jsou široká, půlměsíčitého tvaru. Vyplňují celou spodní část rypce a zpravidla i částečně přechází na okraje hlavy. Má čtyři hladké, dlouhé a z boků mírně zploštělé vousky, přesahující přes ústa (tvar hlavy, uspořádání úst a vousků při pohledu zespoda je důležitým poznávacím znakem jeseterovitých ryb. Oči má malé. Hřbetní ploutev je krátká, posunutá směrem dozadu. Ocasní ploutev bývá dlouhá heterocerkní.
Zbarvení není příliš výrazné. Hřbet bývá tmavě šedý, boky světlejší a břicho bílé.

## Výskyt
Nachází se převážně v povodí Kaspického a Černého moře, Azovského moře příležitostně též v moři Jaderském. Dříve se vyza velká objevovala i v dolních tocích Moravy a Váhu. Nachází se většinou poblíž pobřeží. Plave ale proti proudu velkých řek za třením.

### Výskyt v Česku
Hejno generačních ryb pro pokusné účely (chov v akvakultuře, křížení s jinými jesetery) je chováno v Mydlovarech nedaleko Českých Budějovic.

## Hospodářský význam
V České republice nemá velký hospodářský význam na maso. Jeseteři jsou z volných vod drancováni především pro kaviár. Chov jeseterů a produkce kaviáru v akvakultuře je tedy považováno nejen za perspektivní oblast, ale také za způsob ochrany jeseterů. Celosvětová produkce jeseterů vzrostla v posledních letech z 2500 tun v roce 1999 na 25 600 tun v roce 2008 (FAO, 2008). U výroby kaviáru lze sledovat podobný trend. Ta vzrostla z 1,7 tuny v roce 2003 na 27,3 tun v roce 2007. Vysoká cena kaviáru zaručuje rentabilitu chovu jeseterů v akvakultuře. Přičemž kaviár z albinotické formy jesetera patří k nejdražším na světě. Kilogram tohoto vysoce kvalitního „zlatého kaviáru“ může stát podle Guinnessovy knihy rekordů až 25 000 $. Je snaha o jeho návrat vysazováním jedinců z umělého odchovu do volných vod. Vytvoření trvalé populace schopné přirozeného rozmnožování se zatím nezdařilo.

## Potrava
Vyza je všežravec, dravec.

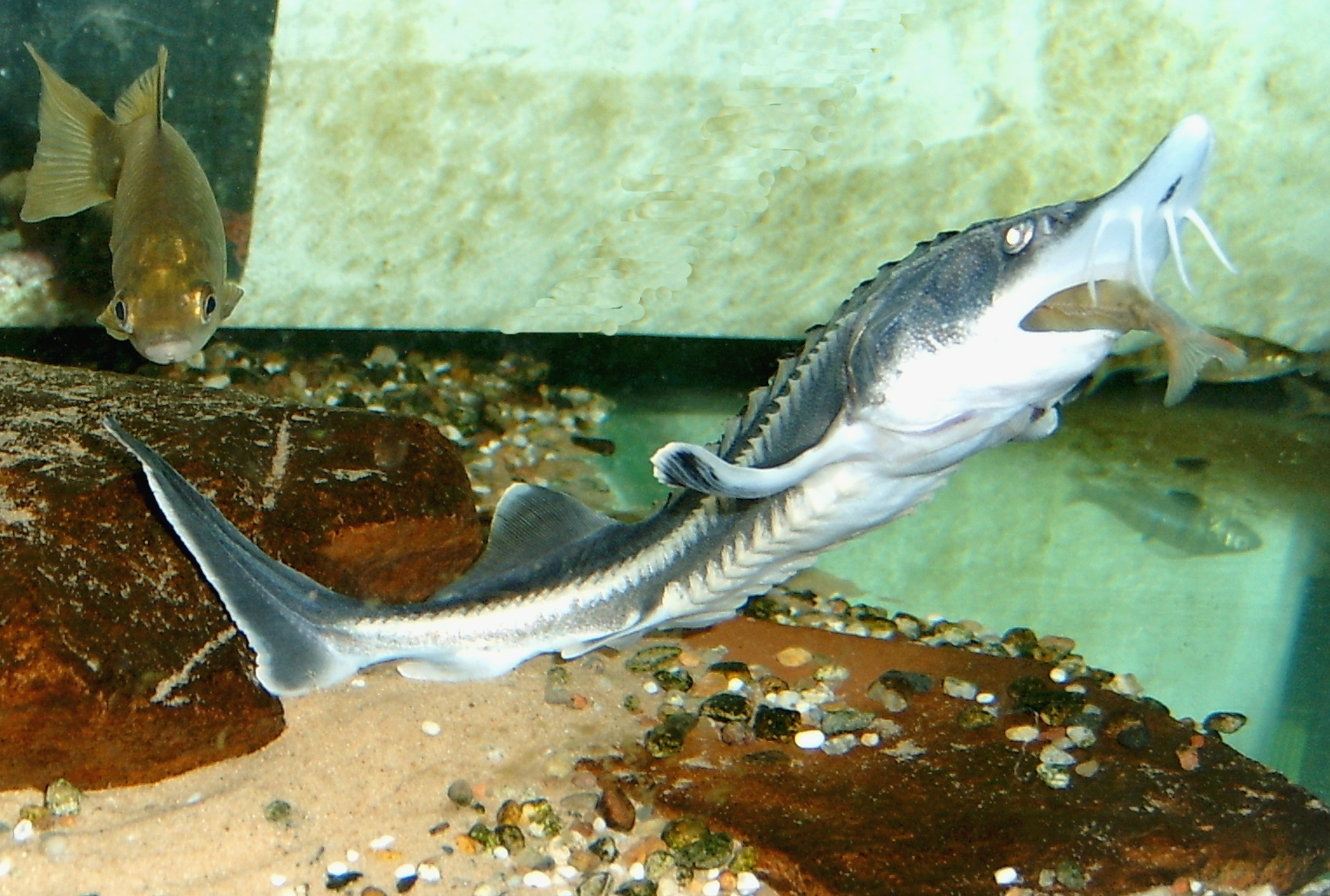

Po svém narození až do raného mládí se vyza velká živí bezobratlými a také některými druhy korýšů. S rostoucími rozměry a věkem se v jejím jídelníčku mohou objevit také ryby, až se stane doslova dravou. V dospělosti dokáže díky své obrovské tlamě nasát ryby vážící i několik kilogramů.

## Rozmnožování
Na svůj druh dosahuje tato ryba pohlavní dospělosti docela pozdě. U samců ve věku 12–14 let, a u samic ve věku 16–22 let. Tato ryba se rozmnožuje třením. Vyzy táhnou do řek ve dvou vlnách: Jarní „rasa“ přitáhne do řek brzy z jara, zatímco podzimní přitáhne v období pozdního podzimu do dolního toku řeky. V řece přezimuje a z jara táhne do výše položených míst. Ke tření dochází v hlubokých proudech se štěrkovým dnem v hloubce 4–12 m. Jikry tvoří pětinu hmotnosti samice. Počet jiker u jedné samice byl odhadnut na 360 000 až 7 700 000 kusů. Interval mezi jednotlivými výtěry je přibližně 5 let.
| Druh              | pohlavní dospělost (roky)    | velikost jiker (mm) | počet jiker v 1g |
| ----------------- | ---------------------------- | ------------------- | ---------------- |
| vyza velká        | mlíčák 10–16 jikrnačka 14–20 | 3,3–4,5             | 27–45            |
| jeseter malý      | mlíčák 3–7 jikrnačka 5–9     | 1,9–2,5             | 110–120          |
| jeseter hvězdnatý | mlíčák 9–14 jikrnačka 11–15  | 2,7–3,2             | 70–100           |

## Lov
Vyza velká dosahuje délky až téměř 8,5 metru a hmotnosti 1500 kg. Nejtěžší jedinec měl doposud 1571 kg. Loví se převážně pro jikry známé jako černý kaviár a také pro jejich kůži, která se používá v koželužnictví. Na seznamu ohrožených druhů ICUN se nachází jako kriticky ohrožený druh jehož populace stále klesá. Lov vyzy byl v minulosti prováděn všemi dostupnými prostředky – do sítí, udicemi a zřejmě největší exempláře se lovily na Volze pod ledem nabodáváním na dlouhé tyče zakončené háky. V případě zaháknutí velkého exempláře bylo třeba spolupráce většího počtu lidí, protože jednotlivec velkou rybu udržet ani vytáhnout nedokázal. Poté, co byla ryba zaseknuta na několika hácích, bylo třeba zvětšit otvor v ledu a rybu vytáhnout ven. Počet ztracených úlovků jistě nebyl malý.

## Ohrožení
Ve volné přírodě je vyza velká poměrně ohroženým druhem, který doplácí na sběr jiker i na samotný lov. Nekontrolované pytláctví totiž způsobuje úbytek jedinců z obou důvodů – kaviár je vyhledávanou pochoutkou a kůže ulovených jedinců je využívána v koželužnictví.